# Danger Danger
Danger Danger est un groupe américain de glam metal, originaire du Queens, New York.

## Histoire
Danger Danger est formé en 1986 par d'anciens membres du groupe Hotshot : le chanteur Mike Pont (arrivé en 1987), le bassiste Bruno Ravel et le batteur Steve West (arrivé en 1987). Cette formation comprenait également le futur guitariste de Hotshot, Al Pitrelli  et l'ancien claviériste du groupe de jazz/rock/fusion Get With It, Kasey Smith. Mike Pont quitte plus tard le groupe et est remplacé par Ted Poley (né en 1962), qui avait déjà joué dans le groupe Prophet en tant que batteur, et parfois comme chanteur. Quelque part pendant cette période, ils ont fait une tentative ratée d'enregistrement d'une démo.
En 1988, Pitrelli quitte Danger Danger et peu après, Pont et Pitrelli se réunissent pour former un nouveau groupe, Hotshot. Depuis, Pitrelli joue dans divers autres groupes. Pitrelli joue sur la majeure partie de la compilation Rare Cuts de Danger Danger. Toujours en 1988, Tony Rey, guitariste de Saraya, les rejoint brièvement et joue sur une partie de leur premier album, avant de retourner à son ancien groupe. Andy Timmons le remplace et joue sur le reste de leur premier album, qui est sorti la même année. L'album produit deux succès avec Naughty Naughty et Bang Bang, le premier ayant obtenu une place dans le Headbangers Ball de MTV. Le groupe part en tournée en première partie de Kiss, Alice Cooper, Extreme et Warrant.
Par la suite, le groupe enregistre sa suite à Fort Lauderdale, en Floride, et sort Screw It! en 1991. L'album produit deux autres succès avec Monkey Business et I Still Think About You, et le groupe repart en tournée avec Kiss. Après la tournée, Kasey Smith quitte le groupe et démarre un nouveau projet intitulé Shock avec son ami et ancien batteur de Get With It, Michael Bellusci.
En 1993, le groupe termine son troisième album intitulé Cockroach. Cependant, le groupe licencie le chanteur Poley. Les procès intentés par Poley empêchent la sortie de l'album. Entre-temps, Paul Laine est engagé par Ravel et West en tant que nouveau chanteur et il réenregistre les voix pour le nouvel album. Alors que l'album est sur le point de sortir, Epic pense qu'il est dans son intérêt de le mettre de côté. Peu après, le groupe et le label se séparent. De plus, le guitariste Timmons quitte le groupe pour poursuivre une carrière solo. Timmons joue ensuite de la guitare sur les deux albums solo de Kip Winger.
En 2008, le comique rock 'n' roll C.C. Banana enregistre une chanson intitulée Ted Poley, publiée sur l'album Kiss My Ankh. La chanson est une parodie de la chanson Unholy de Kiss, inspirée par l'histoire de la première rencontre de Poley avec le chanteur de Kiss, Paul Stanley. Le 19 septembre 2009, le label indépendant Frontiers Records sort Revolve, avec le retour de Poley en tant que chanteur, ainsi qu'un nouveau membre, le guitariste Rob Marcello. L'album coïncide avec le 20e anniversaire de leur premier album chez Imagine Records.
La formation classique de Ted Poley, Bruno Ravel, Steve West, Andy Timmons et Kasey Smith se réunit en 2014 pour une série de tournées.

## Discographie

### Albums studio
- 1989 : Danger Danger
- 1991 : Screw It!
- 1995 : Dawn
- 1998 : Four the Hard Way
- 2000 : The Return of the Great Gildersleeves
- 2001 : Cockroach
- 2009 : Revolve

### EP
- 1990 : Down and Dirty Live

### Albums live
- 2005 : Live and Nude

### Compilations
- 2003 : Rare Cuts

### Singles
| Année | Titre                   | US Hot 100 | US MSR | UK Singles |
| ----- | ----------------------- | ---------- | ------ | ---------- |
| 1989  | Naughty Naughty         | -          | -      | -          |
| 1990  | Bang Bang               | 49         | 39     | -          |
| 1992  | Monkey Business         | -          | -      | 42         |
| 1992  | I Still Think About You | -          | -      | 46         |
| 1992  | Comin' Home             | -          | -      | 75         |